# Паттерсон-Спрінгс (Північна Кароліна)
Паттерсон-Спрінгс (англ. Patterson Springs) — місто (англ. town) в США, в окрузі Клівленд штату Північна Кароліна. Населення — 571 особа (2020).

## Географія
Паттерсон-Спрінгс розташований за координатами 35°13′59″ пн. ш. 81°30′58″ зх. д. / 35.23306° пн. ш. 81.51611° зх. д. (35.232997, -81.516186).  За даними Бюро перепису населення США в 2010 році місто мало площу 2,36 км², уся площа — суходіл.

## Демографія
Згідно з переписом 2010 року, у місті мешкали 622 особи в 249 домогосподарствах у складі 164 родин. Густота населення становила 264 особи/км².  Було 270 помешкань (115/км²).
Расовий склад населення:
| - 87,1 % — білих - 8,7 % — чорних або афроамериканців - 0,3 % — азіатів |

До двох чи більше рас належало 3,1 %. Частка іспаномовних становила 2,4 % від усіх жителів.
За віковим діапазоном населення розподілялося таким чином: 26,5 % — особи молодші 18 років, 63,2 % — особи у віці 18—64 років, 10,3 % — особи у віці 65 років та старші. Медіана віку мешканця становила 35,6 року. На 100 осіб жіночої статі у місті припадало 98,1 чоловіків;  на 100 жінок у віці від 18 років та старших — 96,1 чоловіків також старших 18 років.
Середній дохід на одне домашнє господарство  становив 36 741 долар США (медіана — 26 250), а середній дохід на одну сім'ю — 42 439 доларів (медіана — 32 500). Медіана доходів становила 22 391 долар для чоловіків та 24 698 доларів для жінок. За межею бідності перебувало 21,5 % осіб, у тому числі 11,8 % дітей у віці до 18 років та 11,8 % осіб у віці 65 років та старших.
Цивільне працевлаштоване населення становило 310 осіб. Основні галузі зайнятості: роздрібна торгівля — 33,5 %, виробництво — 20,3 %, освіта, охорона здоров'я та соціальна допомога — 14,5 %, мистецтво, розваги та відпочинок — 9,0 %.